# Deutsche Ringermeisterschaften 2007
Die 94. deutschen Meisterschaften im Ringen wurden 2007 in Konstanz (griechisch-römischer Stil), Aalen (Freistil) und in Koblenz (Frauenringen) ausgetragen.

## Ergebnisse

### Griechisch-römischer Stil
Die deutschen Meisterschaften im griechisch-römischen Stil wurden vom 23. März bis zum 25. März 2007 in Konstanz vom KSV Wollmatingen ausgetragen.

#### Kategorie bis 55 kg
| Platz | Name            | Verein                      | Verband             |
| ----- | --------------- | --------------------------- | ------------------- |
| 1     | Sergiy Skrypka  | KSK Konkordia Neuss         | Nordrhein-Westfalen |
| 2     | Dennis Nowka    | 1. Luckenwalder SC          | Brandenburg         |
| 3     | Florian Crusius | AV Jugendkraft Zella-Mehlis | Thüringen           |
| 3     | Dustin Scherf   | AC Taucha                   | Sachsen             |
| 5     | Baris Diksu     | ASV Tuttlingen              | Württemberg         |
| 5     | Manuel Krämer   | KSV Hofstetten              | Südbaden            |

#### Kategorie bis 60 kg
| Platz | Name                | Verein                  | Verband     |
| ----- | ------------------- | ----------------------- | ----------- |
| 1     | Heinz Marnette      | KSV Ketsch              | Nordbaden   |
| 2     | Wladimir Berenhardt | VfK Schifferstadt       | Pfalz       |
| 3     | Christoph Scherr    | TSV Dewangen            | Württemberg |
| 3     | Sebastian Möser     | RSV Frankfurt/Oder      | Brandenburg |
| 5     | Bengt Trageser      | RWG Mömbris-Königshofen | Hessen      |
| 5     | Jurij Kohl          | KSV Köllerbach          | Saarland    |

#### Kategorie bis 66 kg
| Platz | Name            | Verein                      | Verband     |
| ----- | --------------- | --------------------------- | ----------- |
| 1     | Marcus Thätner  | RSV Frankfurt/Oder          | Brandenburg |
| 2     | Matthias Maasch | Wacker Burghausen           | Bayern      |
| 3     | Florian Hassler | RG Hausen-Zell              | Südbaden    |
| 3     | Eduard Kratz    | RKG Freiburg 2000           | Südbaden    |
| 5     | Toni Stade      | AV Jugendkraft Zella-Mehlis | Thüringen   |
| 5     | Ismail Baygus   | KSV Köllerbach              | Saarland    |

#### Kategorie bis 74 kg
| Platz | Name                 | Verein                | Verband             |
| ----- | -------------------- | --------------------- | ------------------- |
| 1     | Adam Juretzko        | KSV Witten 07         | Nordrhein-Westfalen |
| 2     | Ramazan Aydin        | TRV Berlin            | Berlin              |
| 3     | Thomas Franke        | Eisenhüttenstädter RC | Brandenburg         |
| 3     | Konstantin Schneider | KSV Köllerbach        | Saarland            |
| 5     | Fabian Jänicke       | RSV Frankfurt/Oder    | Brandenburg         |
| 5     | Michael Schneider    | ASV Urloffen          | Südbaden            |

#### Kategorie bis 84 kg
| Platz | Name                | Verein             | Verband                |
| ----- | ------------------- | ------------------ | ---------------------- |
| 1     | Jan Fischer         | KSV Köllerbach     | Saarland               |
| 2     | Eugen Ponomartschuk | Wacker Burghausen  | Bayern                 |
| 3     | Rene Zimmermann     | RSV Frankfurt/Oder | Brandenburg            |
| 3     | Paul Potapov        | KSV Aalen          | Württemberg            |
| 5     | Patrice Nuding      | KSV Aalen          | Württemberg            |
| 5     | Waldemar Streib     | PSV Rostock        | Mecklenburg-Vorpommern |

#### Kategorie bis 96 kg
| Platz | Name                 | Verein           | Verband                |
| ----- | -------------------- | ---------------- | ---------------------- |
| 1     | Mirko Englich        | KSV Witten 07    | Nordrhein-Westfalen    |
| 2     | Kasim Aras           | ASV Hüttigweiler | Saarland               |
| 3     | Rolf Linke           | FSV Stralsund    | Mecklenburg-Vorpommern |
| 3     | Andreas Fix          | TuS Adelhausen   | Südbaden               |
| 5     | Patrick Schwendemann | AB Aichhalden    | Württemberg            |
| 5     | Daniel Höfler        | KSV Taiserdorf   | Südbaden               |

#### Kategorie bis 120 kg
| Platz | Name             | Verein             | Verband             |
| ----- | ---------------- | ------------------ | ------------------- |
| 1     | Nico Schmidt     | RSV Frankfurt/Oder | Brandenburg         |
| 2     | Adrian Patalong  | SC Kleinostheim    | Hessen              |
| 3     | Ralf Böhringer   | VfK Schifferstadt  | Pfalz               |
| 3     | Daniel Anderson  | TKSV Duisdorf      | Nordrhein-Westfalen |
| 5     | Frak Höfler      | KSV Taisersdorf    | Südbaden            |
| 5     | Nazim Hamza Aras | TV Aachen-Walheim  | Nordrhein-Westfalen |

### Freistil
Die deutschen Meisterschaften im freien Stil wurden vom 16. März bis zum 18. März 2007 in Aalen vom TSV Dewangen ausgetragen.

#### Kategorie bis 55 kg
| Platz | Name             | Verein                    | Verband     |
| ----- | ---------------- | ------------------------- | ----------- |
| 1     | Marcel Ewald     | SV Germania Weingarten    | Nordbaden   |
| 2     | Vitalie Railean  | KSV Aalen                 | Württemberg |
| 3     | Martin Maier     | Wacker Burghausen         | Bayern      |
| 3     | Christoph Ewald  | RKG Freiburg 2000         | Südbaden    |
| 5     | Tim Schleicher   | SV St. Johannis 07        | Bayern      |
| 5     | Thomas Sedlmeier | SV Siegfried Hallbergmoos | Bayern      |

#### Kategorie bis 60 kg
| Platz | Name            | Verein              | Verband                |
| ----- | --------------- | ------------------- | ---------------------- |
| 1     | Samet Dülger    | KSK Konkordia Neuss | Nordrhein-Westfalen    |
| 2     | Stefan Spengler | 1. Luckenwalder SC  | Brandenburg            |
| 3     | Dennis Langner  | PSV Rostock         | Mecklenburg-Vorpommern |
| 3     | Kamil Yilmaz    | ASV Pirmasens       | Pfalz                  |
| 5     | Yashar Jamali   | RC Eilendorf        | Nordrhein-Westfalen    |
| 5     | Juri Baron      | TSV Immenhausen     | Hessen                 |

#### Kategorie bis 66 kg
| Platz | Name           | Verein             | Verband                |
| ----- | -------------- | ------------------ | ---------------------- |
| 1     | Felix Menzel   | 1. Luckenwalder SC | Brandenburg            |
| 2     | Martin Daum    | KSV Seeheim        | Hessen                 |
| 3     | Norman Lübke   | PSV Rostock        | Mecklenburg-Vorpommern |
| 3     | Georg Harth    | KSV Gersweiler     | Saarland               |
| 5     | Steffen Lübke  | PSV Rostock        | Mecklenburg-Vorpommern |
| 5     | Michael Wehlan | 1. Luckenwalder SC | Brandenburg            |

#### Kategorie bis 74 kg
| Platz | Name               | Verein                     | Verband     |
| ----- | ------------------ | -------------------------- | ----------- |
| 1     | Andriy Shyyka      | KSV Köllerbach             | Saarland    |
| 2     | Steven Gottschling | ASV Pirmasens              | Pfalz       |
| 3     | Peter Weisenberger | RWG Mömbris-Königshofen    | Hessen      |
| 3     | Ronny Sauter       | TSV Dewangen               | Württemberg |
| 5     | Daniel Wagner      | ASV Schwäbisch Hall        | Württemberg |
| 5     | Martin Obst        | SV Luftfahrt Ringen Berlin | Berlin      |

#### Kategorie bis 84 kg
| Platz | Name                | Verein             | Verband     |
| ----- | ------------------- | ------------------ | ----------- |
| 1     | David Bichinashvili | VfK Schifferstadt  | Pfalz       |
| 2     | Marc Buschle        | ASV Nendingen      | Württemberg |
| 3     | Bernhard Koch       | SC Anger           | Bayern      |
| 3     | Konstantin Völk     | SV St. Johannis 07 | Bayern      |
| 5     | Eduard Frick        | AC Thaleischweiler | Pfalz       |
| 5     | Halil Meral         | TSV Dewangen       | Württemberg |

#### Kategorie bis 96 kg
| Platz | Name                 | Verein                     | Verband   |
| ----- | -------------------- | -------------------------- | --------- |
| 1     | Stefan Kehrer        | KSV Ketsch                 | Nordbaden |
| 2     | Markus Eichin        | TuS Adelhausen             | Südbaden  |
| 3     | Sven Kiefer          | RG Hausen-Zell             | Südbaden  |
| 3     | Markus Streicher     | KFC Leipzig                | Sachsen   |
| 5     | Radoslaw Dublinowski | SV Luftfahrt Ringen Berlin | Berlin    |
| 5     | Andreas Osipov       | KSV Sulzbach               | Nordbaden |

#### Kategorie bis 120 kg
| Platz | Name            | Verein             | Verband        |
| ----- | --------------- | ------------------ | -------------- |
| 1     | Sven Thiele     | SV Halle           | Sachsen-Anhalt |
| 2     | Martin Siddiqui | KSV Schriesheim    | Nordbaden      |
| 3     | Thomas Tonn     | 1. Luckenwalder SC | Brandenburg    |
| 3     | Marcus Hamann   | TuS Jena           | Thüringen      |
| 5     | Damian Patalong | TSV Gailbach       | Hessen         |
| 5     | Alexander Koch  | SC Anger           | Bayern         |

### Frauen
Die deutschen Meisterschaften der Frauen wurden vom 9. März bis zum 11. März 2007 in Koblenz von der WKG Metternich-Rübenach ausgetragen.

#### Kategorie bis 44 kg
| Platz | Name                   | Verein                  | Verband     |
| ----- | ---------------------- | ----------------------- | ----------- |
| 1     | Denise Kupfernagel     | SV Heldrungen           | Thüringen   |
| 2     | Nicol Hofmann          | RSV Frankfurt/Oder      | Brandenburg |
| 3     | Tina Reimer            | RV Lugau/Erzgebirge     | Sachsen     |
| 4     | Melanie Bertram        | AV Schaafheim           | Hessen      |
| 5     | Katharina Hergenröther | WKG Metternich-Rübenach | Rheinland   |

#### Kategorie bis 48 kg
| Platz | Name                 | Verein                    | Verband     |
| ----- | -------------------- | ------------------------- | ----------- |
| 1     | Brigitte Wagner      | SV Siegfried Hallbergmoos | Bayern      |
| 2     | Sigrun Dobner        | SRC Obernburg             | Hessen      |
| 3     | Annika Hofmann       | RSV Frankfurt/Oder        | Brandenburg |
| 4     | Christin Kupfernagel | SV Heldrungen             | Thüringen   |

#### Kategorie bis 51 kg
| Platz | Name                 | Verein            | Verband             |
| ----- | -------------------- | ----------------- | ------------------- |
| 1     | Alexandra Engelhardt | KSG Ludwigshafen  | Pfalz               |
| 2     | Hanna Schuster       | TSV Burgebrach    | Bayern              |
| 3     | Jennifer Brück       | AC Ückerath       | Nordrhein-Westfalen |
| 4     | Beate Reutter        | SC Unterföhring   | Bayern              |
| 5     | Inge Rief            | TSV Musberg       | Württemberg         |
| 5     | Stefanie Erdmann     | FRV Waltershausen | Thüringen           |

#### Kategorie bis 55 kg
| Platz | Name               | Verein            | Verband                |
| ----- | ------------------ | ----------------- | ---------------------- |
| 1     | Jessica Bechtel    | KSG Ludwigshafen  | Pfalz                  |
| 2     | Nicole Hauptmann   | RSC Böhlen        | Sachsen                |
| 3     | Christiane Knittel | ASV 1885 Freiburg | Südbaden               |
| 3     | Melanie Schwarz    | ASV Wilhelmshaven | Niedersachsen          |
| 5     | Jette Röhrich      | SV Warnemünde     | Mecklenburg-Vorpommern |
| 5     | Madlen Schöniger   | FC Erzgebirge Aue | Sachsen                |

#### Kategorie bis 59 kg
| Platz | Name                  | Verein                     | Verband             |
| ----- | --------------------- | -------------------------- | ------------------- |
| 1     | Verena Weiß           | SC Anger                   | Bayern              |
| 2     | Cornelia Haas         | SV Fahrenbach              | Hessen              |
| 3     | Natascha Ballas       | AC Ückerath                | Nordrhein-Westfalen |
| 4     | Jasmin Deiss          | TuS Adelhausen             | Südbaden            |
| 5     | Linda Seifert         | AV Germania Markneukirchen | Sachsen             |
| 5     | Jessica Schnellbächer | TSV Burgebrach             | Bayern              |

#### Kategorie bis 96 kg
| Platz | Name                | Verein            | Verband                |
| ----- | ------------------- | ----------------- | ---------------------- |
| 1     | Stefanie Stüber     | ASV Daxlanden     | Nordbaden              |
| 2     | Maria Müller        | SV Altenburg      | Thüringen              |
| 3     | Stephanie Gross     | AC Ückerath       | Nordrhein-Westfalen    |
| 4     | Anne Balfauf        | Greifswalder RV   | Mecklenburg-Vorpommern |
| 5     | Julia Weiß          | SC Anger          | Bayern                 |
| 5     | Marleen Gottschling | VfK Schifferstadt | Pfalz                  |

#### Kategorie bis 67 kg
| Platz | Name                | Verein                     | Verband             |
| ----- | ------------------- | -------------------------- | ------------------- |
| 1     | Kirstin Büttner     | TuS Jena                   | Thüringen           |
| 2     | Raphaela Kopetschek | KSV Winzeln                | Württemberg         |
| 3     | Jennifer Bünten     | TKSV Hückelhoven           | Nordrhein-Westfalen |
| 4     | Anne Lenz           | AV Germania Markneukirchen | Sachsen             |
| 5     | Susan Köller        | SV Halle                   | Sachsen-Anhalt      |
| 5     | Sasann Roth         | SAV Leipzig                | Sachsen             |

#### Kategorie bis 75 kg
| Platz | Name             | Verein                  | Verband             |
| ----- | ---------------- | ----------------------- | ------------------- |
| 1     | Anita Schätzle   | WKG Metternich-Rübenach | Rheinland           |
| 2     | Tamara Kähny     | TuS Adelhausen          | Südbaden            |
| 3     | Lisa Hug         | AC Ückerath             | Nordrhein-Westfalen |
| 4     | Jenny Göckler    | SV Germania Weingarten  | Nordbaden           |
| 5     | Madlene Schmager | ASV Bielefeld           | Nordrhein-Westfalen |
| 5     | Nadine Engel     | AC Heusweiler           | Saarland            |

## Deutsche Mannschaftsmeister 2007
In der Ringer-Bundesliga 2006/07 schlug der KSV Köllerbach den amtierenden deutschen Meister 1. Luckenwalder SC mit 23:13 und 21:18 und war somit deutscher Meister geworden. Deutscher Mannschaftsmeister 2007 wurden folgende Ringer: Vladimir Togusov, Timo Badusch, Albert Nourov, Oleg Kutscherenko, Rafet Ilden (TUR), Jurij Kohl, Konstantin Schneider, Ismail Baygus, Ivan Deliverski (BUL), Gleb Banas, Patrik Loes, Andrej Shyyka, Arcadii Tzopa (BUL), Jan Fischer, Dimitar Kumtschew (BUL), Wladislaw Metodiew (BUL) und Marek Sitnik (POL).